# Monastero di Lanzo
Monastero di Lanzo is een gemeente in de Italiaanse provincie Turijn (regio Piëmont) en telt 396 inwoners (31-12-2004). De oppervlakte bedraagt 17,6 km², de bevolkingsdichtheid is 22 inwoners per km².

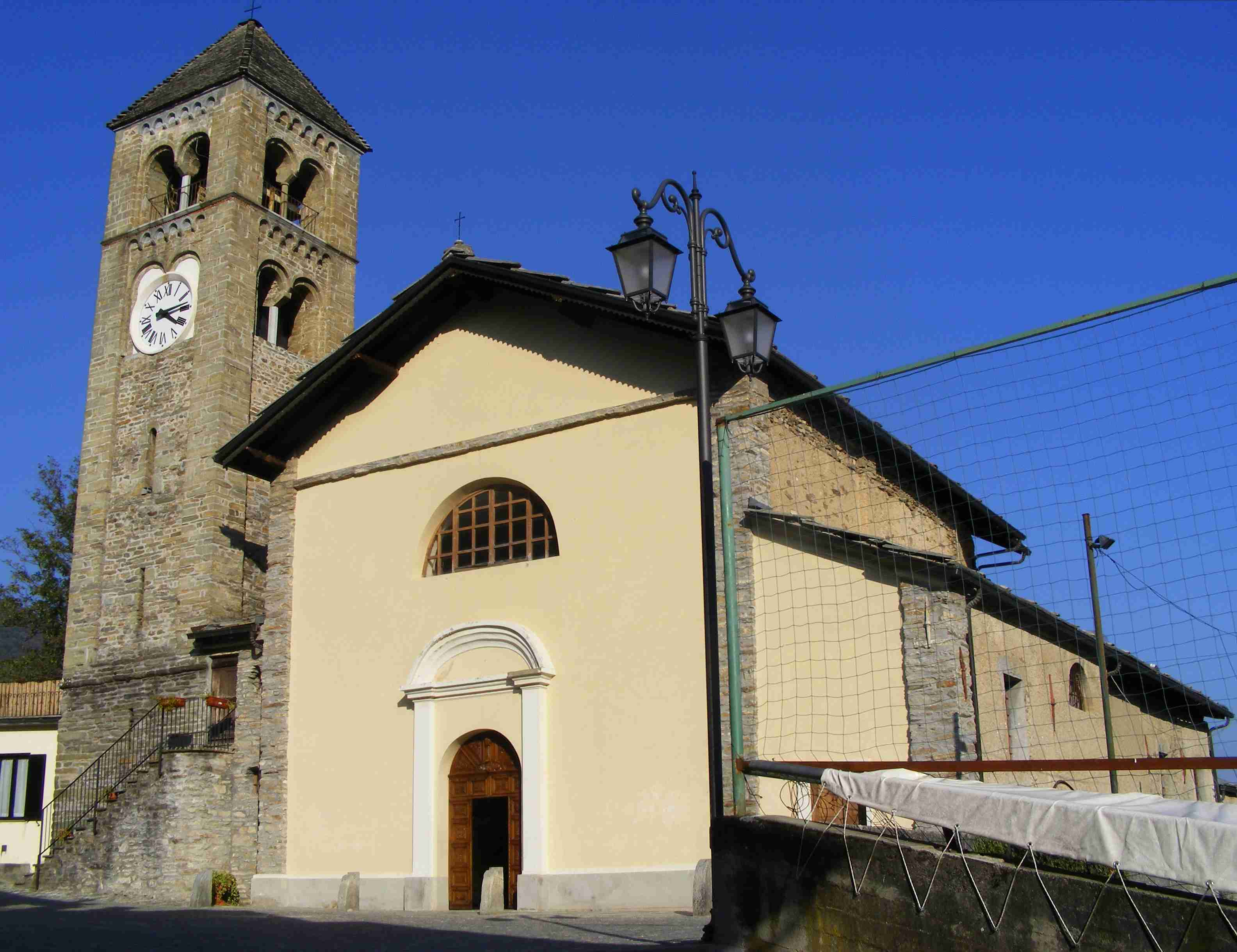
Kerk van Monastero di Lanzo
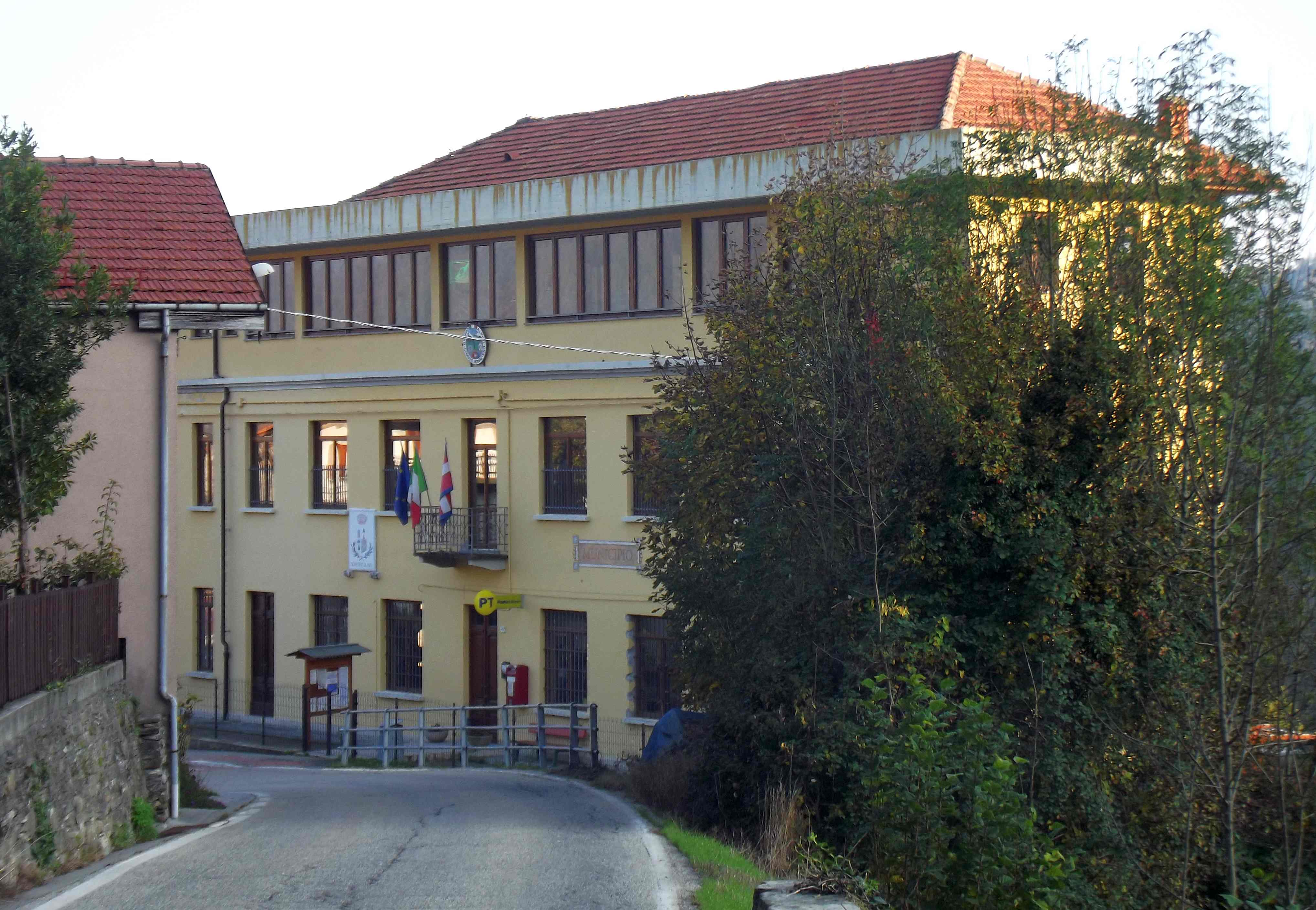
Gemeentehuis

## Demografie
Monastero di Lanzo telt ongeveer 205 huishoudens. Het aantal inwoners daalde in de periode 1991-2001 met 1,4% volgens cijfers uit de tienjaarlijkse volkstellingen van ISTAT.
| Jaar | Inwoneraantal |
| ---- | ------------- |
| 1991 | 434           |
| 2001 | 428           |

## Geografie
Monastero di Lanzo grenst aan de volgende gemeenten: Locana, Cantoira, Coassolo Torinese, Ceres, Pessinetto, Lanzo Torinese.
1. ↑  https://demo.istat.it/?l=it.